# Alvia
Alvia é a designação dada a um tipo de comboio de alta velocidade usado pela empresa ferroviária espanhola Renfe para serviços de longa distância. Os comboios podem circular tanto na bitola ibérica como na bitola padrão internacional, o que lhes permite usar tanto as linhas mais recentes de alta velocidade como as mais antigas, de bitola ibérica. Os comboios espanhóis que circulam exclusivamente nas linhas de alta velocidade usam as marcas AVE e Avant.
Em março de 2009, existiam duas classes de comboios Alvia, a S-120 e a S-130. A primeira era usada nas rotas entre Madrid, Pamplona, Logroño, Irun, e Hendaye, circulando em linhas de alta velocidade entre Madrid e Valhadolide e em linhas tradicionais a partir daí, e entre Barcelona, Irun, Bilbau e Vigo, circulando em linhas de alta velocidade entre Barcelona e Saragoça. A classe 130 era usada nas rotas entre Madrid e Alicante, em linha de alta velocidade até Valência, e entre Madrid e Gijón, Santander, Bilbau, Irun e Hendaye, usando linhas tradicionais a partir de Valhadolide.

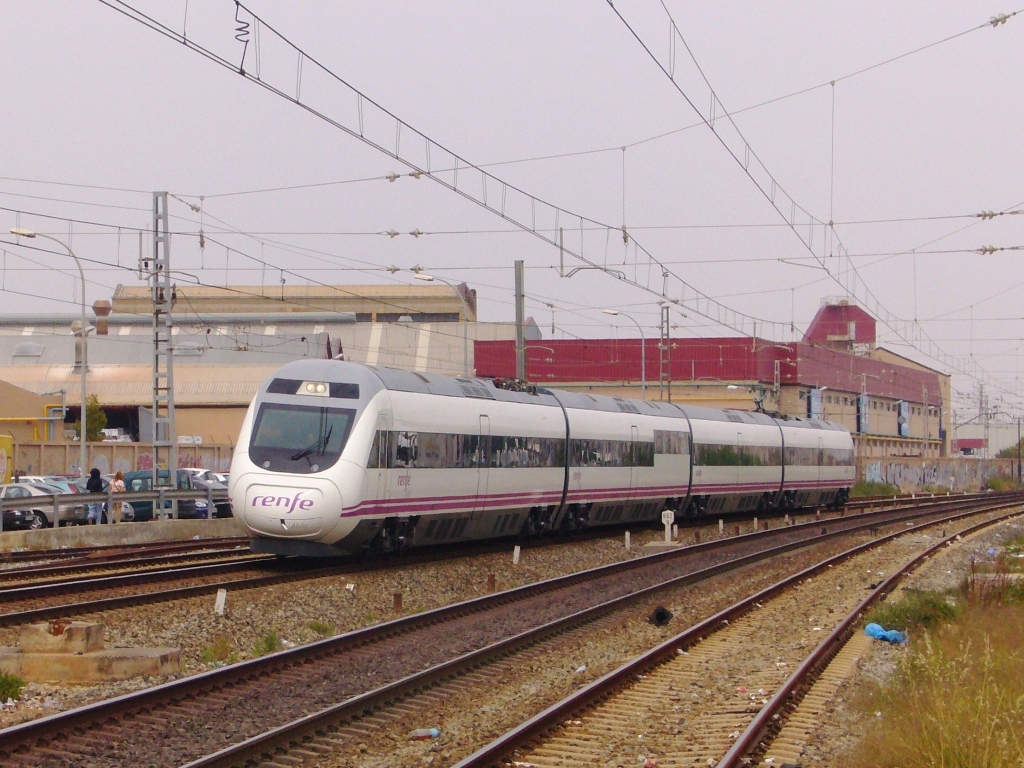
O comboio Renfe Série 120, do serviço Alvia.
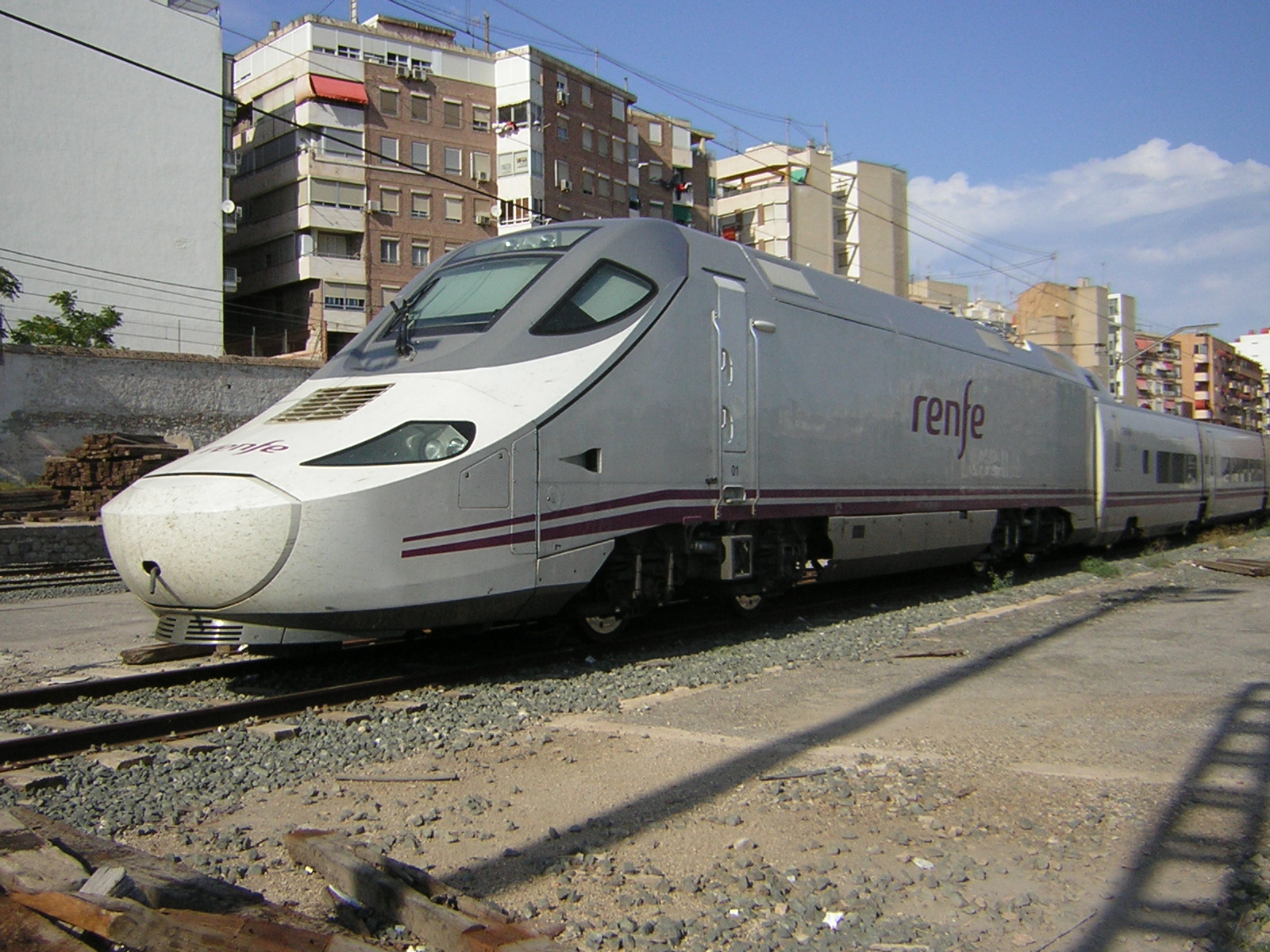
Renfe Série 130.